# Интернет жаргон
Интернет жаргон (на английски: Internet slang) е вид жаргон, популяризиран от хора, използващи интернет.
Те използват едни и същи абревиатури, както в писането на съобщения, така и в писането в социалните мрежи. Акроними, символи от клавиатурата и съкратени думи представляват интернет жаргона.

## Произход
Някои от термините в интернет жаргона произлизат от т.нар. Fanspeak, или иначе казано език, използван от почитателите на научна фантастика. Значителна част от програмистите и редовните потребители на интернет, всъщност са любители на този литературен жанр.
През 1975 година Рафаел Финкел прави колекция от хакерски жаргон, известна като Jargon file. Две от думите в списъка са използваните и днес flame и loser. През 1990 година Jargon file е обогатен със свързващи части на речта, като например:
- BTW – By the way – Между другото;
- FYI – For your information – За ваше сведение;
- THX – Thanks – Благодаря.

Прибавени са също така и LOL (laugh out load, смея се силно), ROTF (rolling on the floor laughing, търкалям се на пода от смях), AFK (away from keyboard, далече от клавиатурата). През 1989 година в допълнение към жаргона са добавени и емотикони, изобразяващи визуално емоциите и действията от значението на абревиатурите.,

## Анализи
Сред тийнейджърите интернет жаргонът се използва както писмено, така и говоримо.
Според Дейвид Кристъл (David Crystal) тази кръстоска между писмен жаргон и жаргонна реч е „изцяло нова разновидност на езика, създадена и усъвършенствана от младите хора“."
Други обаче не са съгласни с неговата теза, твърдейки, че няма нищо ново, тъй като тези фрази не обогатяват езика, а единствено съкращават вече съществуващи фрази.
Двама професори от Stevens Institute of Technology, в есето си, озаглавено „Изгубеното изкуство на писането“,  се отнасят критично към този жаргон, като благодарение на него предсказват драстично намаляване на шанса студенти, използващи този тип реч, да бъдат назначавани на работа.
Повечето експерти и учени са на мнение, че не е добре да се използва интернет жаргон прекомерно и навсякъде, защото в много от случаите, човек рискува да остане неразбран или погрешно разбран.